# Katedra św. Magnusa w Kirkwall
Katedra świętego Magnusa (ang. Saint Magnus Cathedral) – kościół parafialny należący do Kościoła Szkocji.
Budowana była w XII, XIII wieku i w latach późniejszych; rozpoczęta w 1137 roku, odnowiona w 1800, 1848, 1893 i w latach 1913-1930. Reprezentuje style: normański, romański i gotycki. Kościół wzniesiony na planie krzyża z pochylonymi nawami bocznymi podzielonymi przez filary o pełnej wysokości z uformowanymi narożnikami i dużymi cylindrycznymi i żłobkowanymi, ze stożkowatymi nasadkami szczytami; szczyty północnych i południowych transeptów z podobnymi pinaklami  flankujacymi; środkowa wieża na planie kwadratu z ośmiokątna iglicą; przęsła kaplic od strony wschodniej każdego transeptu. Mur ciosowy i gruzowany z czerwonego i żółtego piaskowca z wypolerowaną powierzchnią. Podbeton; różnorodne kordonowe i koronujące przebiegi; przedłużone jako gzymsy okapnikowe nad kilkoma oknami; kroksztynowe gzymsy w nawach bocznych, nawie głównej i transeptach (północna strona nawy głównej z odwróconą liliową dekoracją na miejscu kroksztynów); oburamienne przypory dzielące przęsła naw bocznych. Okrągło i ostrołukowe wielookapnikowe (kilka z krokwią i pepitką) okna z narożnikową nasadką, kilka z naprzemiennymi grupami z czerwonego i żółtego kamienia; kamienne maswerki; słupki okienne i okienka wentylacyjne; okna rozetowe przy wschodniej fasadzie i przy południowym transepcie; dekoracyjne ornamentowe zawiasy odlane z żelaza, Wieża: przebiegi koronujące i nadprożowe; gzymsy kroksztynowe z trzema szczytowymi oknami i dwoma wystającymi poza nie odprowadzającymi rzygaczami na każdej ścianie; narożnikowe nasadki przy wielokapnikowych, podwójnych oknach z żaluzjami z każdej strony; żabkowane szczyty przy zakończonych trzema liśćmi oknach od naprzemiennych stron iglicy; wiatrowskaz.